# Centralisation du renseignement intérieur pour la sécurité du territoire et des intérêts nationaux
Pour les articles homonymes, voir Cristina.
Centralisation du renseignement intérieur pour la sécurité du territoire et des intérêts nationaux (CRISTINA) est un fichier français relatif au terrorisme, à l'espionnage et à tout ce qui a un rapport avec « l'intérêt de la nation » au sens large du terme. Il est géré par la direction générale de la Sécurité intérieure (DGSI). Il est soumis secret de la défense nationale.
CRISTINA pourrait[évasif] garder trace de données provenant des écoutes (téléphoniques et d'Internet) de ceux que les autorités surveillent.
CRISTINA a été l'objet d'une délibération de la Commission nationale de l'informatique et des libertés (CNIL) en même temps que le fichier EDVIGE. La CNIL a été saisie le 27 mars 2008 par le ministère de l'Intérieur, le résultat de la délibération a été rendu public le 16 juin 2008.
L'ancêtre de CRISTINA, le fichier de la direction de la Surveillance du territoire (DST), ainsi que d'autres fichiers, ne sont pas soumis aux pouvoirs de contrôle de la Commission nationale de l'informatique et des libertés. La liste de ces fichiers a été publiée dans le décret no 2007-914 du 15 mai 2007.
Le décret de création de CRISTINA n'est pas paru au Journal officiel et selon la déclaration du secrétaire général de la CNIL, celle-ci ne va pas demander sa parution : « d'autres fichiers antiterroristes ont existé par le passé et jamais les décrets de création n'ont été publiés ». 
La Commission nationale de contrôle des techniques de renseignement (CNCTR) indique souhaiter, en juin 2020, étendre son contrôle aux fichiers des différents services de renseignement, tels CRISTINA, Biopex, Doremi, Sirex, Sartrac, mais sans succès : « la volonté d’approfondissement du contrôle a posteriori manifestée par la commission s’est heurtée au refus, presque unanime, opposé par les services de renseignement ».